# Şehir Hatları
Şehir Hatları (с тур. — «Городские линии»), полное название Istanbul Şehir Hatları Turizm Sanayi ve Ticaret A.Ş. — государственная судоходная компания, работающая в сфере городских пассажирских перевозок в Стамбуле, Турция.
Ежегодно обслуживает порядка 40 млн пассажиров на 32 линиях и 53 причалах. Флот состоит из 30 судов. Каждый день паромы компании совершают более 900 рейсов.

## История
Первые паровые паромы начали курсировать по Босфору в 1837 году. В 1851 году в городе была создана паромная компания, которая получила название Şirket-i Hayriye. Компания несколько раз меняла свое название. В 1862 году она стала называться Fevaid-i Osmaniye Administration; в 1871 году — Idare-i Aziziye; в 1878 году — Idare-i Mahsusa; а в 1910 году — Ottoman Seyr-i Sefain Administration. Национализация компании произошла в 1937 году. Она перешла под контроль государственной структуры Türkiye Denizcilik İşletmeleri (TDİ) (с тур. — «Турецкие морские линии»).
Объединение паромных перевозок Стамбула под вывеской Şehir Hatları началось в 1941 году, когда Haliç Vapurlari Sirketi, работавшая на линии «Золотой Рог», присоединилась к Şehir Hatları. Sirket-i Hayriye, которая была основана в 1851 году для управления паромами на линии «Босфор», была национализирована в 1945 году, и её права были переданы также Şehir Hatları. С этим слиянием паромные перевозки Стамбула собрались под одной крышей.
TDİ был в значительной степени приватизирован в конце 1990-х и начале 2000-х годов, а право компания Şehir Hatları была передана в собственность муниципалитету Стамбула в марте 2006 года. В тот же период были отремонтированы пассажирские паромы старого поколения и паромные причалы, имеющие историческое значение и ценность, а некоторые причалы были перестроены.
В 2019 году начались пассажирское сообщение с Принцевыми островами стало происходить круглосуточно, без выходных. С 2020 года пассажирские перевозки стали идти круглосуточно по пятницам и субботам.

## Флот и инфраструктура
В состав компании входят 30 пассажирских паромов пяти разных типов и 2 автомобильных парома.
| Вместимость до 600 человек    | Вместимость до 700 человек | Вместимость до 1500 человек | Вместимость до 1800 человек | Вместимость до 2100 человек | Автомобильные паромы |
| ----------------------------- | -------------------------- | --------------------------- | --------------------------- | --------------------------- | -------------------- |
| MS ŞH-Hasköy                  | MS ŞH-Durusu               | MS Beşiktaş I               | MS ŞH-Beykoz                | MS Ahmet H. Yıldırım        | MS ŞH-Aşiyan         |
| MS ŞH-Kasımpaşa               | MS ŞH-Göksu                | MS İsmail Hakkı Durusu      | MS ŞH-Beyoğlu               | MS Barış Manço              | MS ŞH-Erguvan        |
| MS ŞH-Sütlüce                 | MS ŞH-Gümüşsu              | MS İstanbul-9               | MS ŞH-Fatih                 | MS Emin Kul                 |                      |
|                               | MS ŞH-Küçüksu              | MS Şehit Sami Akbulut       | MS ŞH-Kadıköy               | MS Fahri S. Korutürk        |                      |
| MS Kızıltoprak                | MS Moda                    | MS ŞH-Sarıyer               | MS Paşabahçe                |                             |                      |
|                               | MS Nurettin Alptoğan       |                             | MS Prof. Dr. Aykut Barka    |                             |                      |
| MS Prof. Dr. Alâeddin Yavaşça |                            |                             |                             |                             |                      |
| MS Prof. Dr. Fuat Sezgin      |                            |                             |                             |                             |                      |
| MS Şehit İlker Karter         |                            |                             |                             |                             |                      |
| MS Şehit Metin Sülüş          |                            |                             |                             |                             |                      |
| MS Şehit Mustafa Aydoğdu      |                            |                             |                             |                             |                      |

Компании Şehir Hatları принадлежит верфь Халич, считающаяся одной из старейших в мире. Она находится в бухте Золотой Рог, в квартале Касымпаша, и специализируется на ремонте и обслуживании пассажирских судов. Верфь занимает 475 метров набережной, включает три дока и два судостроительных стапеля, которые в настоящее время не используются.
Кроме всего морского флота компании-владельца верфи здесь дополнительно выполняется техническое обслуживание и ремонт морских судов муниципалитета Стамбула, муниципального предприятия ISTAÇ, которое занимается отходами, муниципалитета Ускюдара, Турецкой железной дороги, Главного управления береговой охраны, Министерства юстиции и других государственных учреждений, а также частных судов.

## Галерея

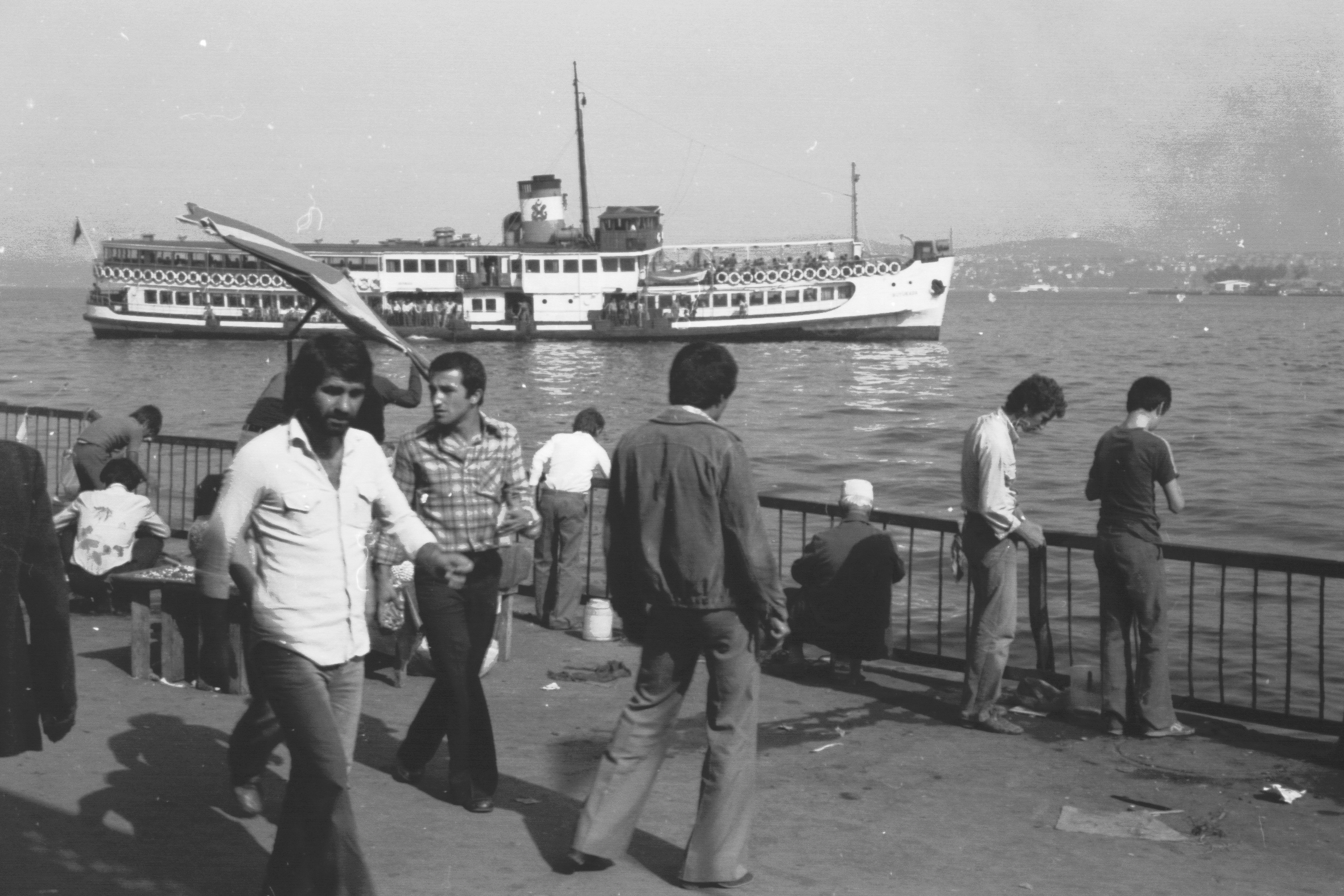
Паром компании в 1979 году
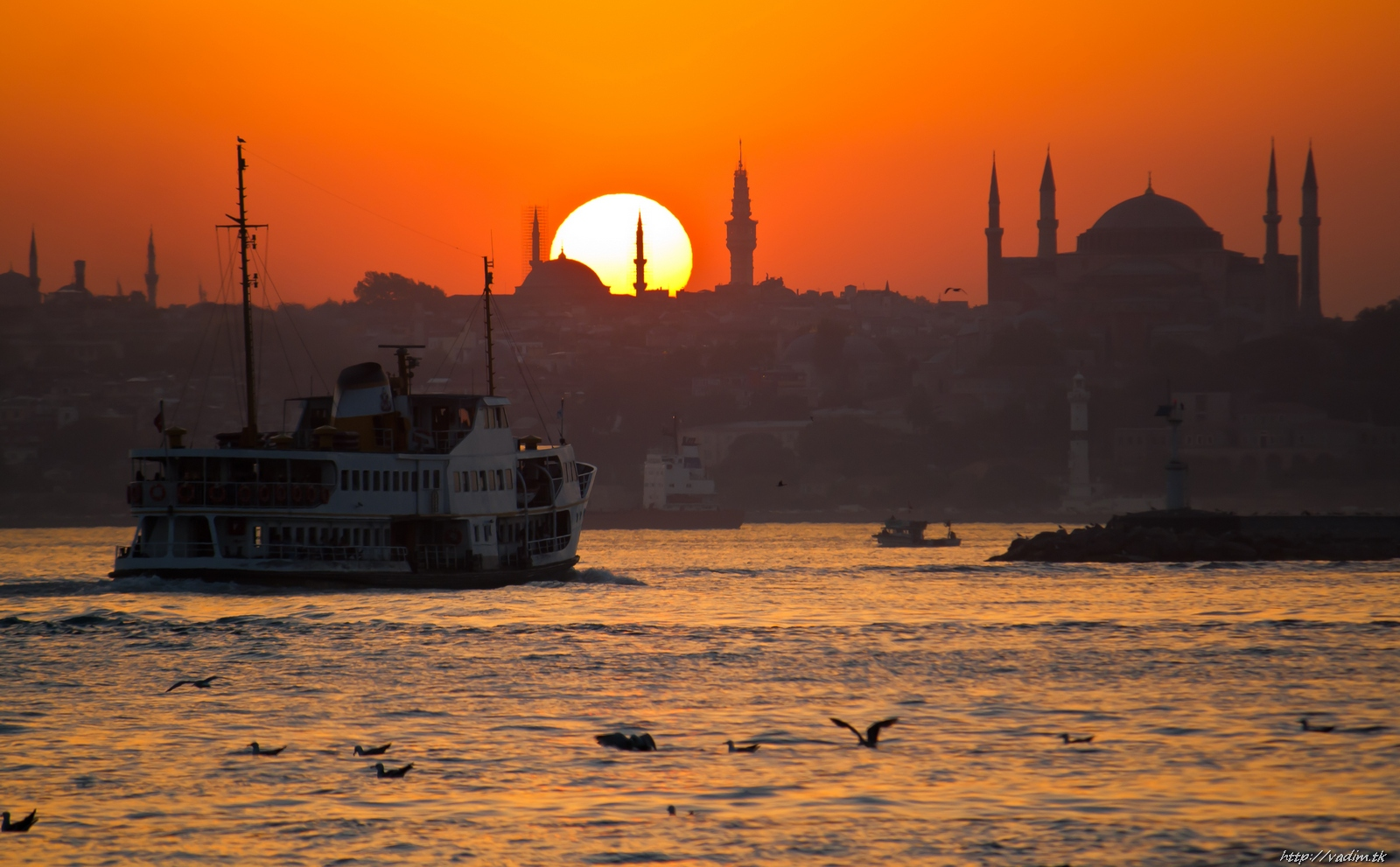
Паром на фоне закатного Стамбула
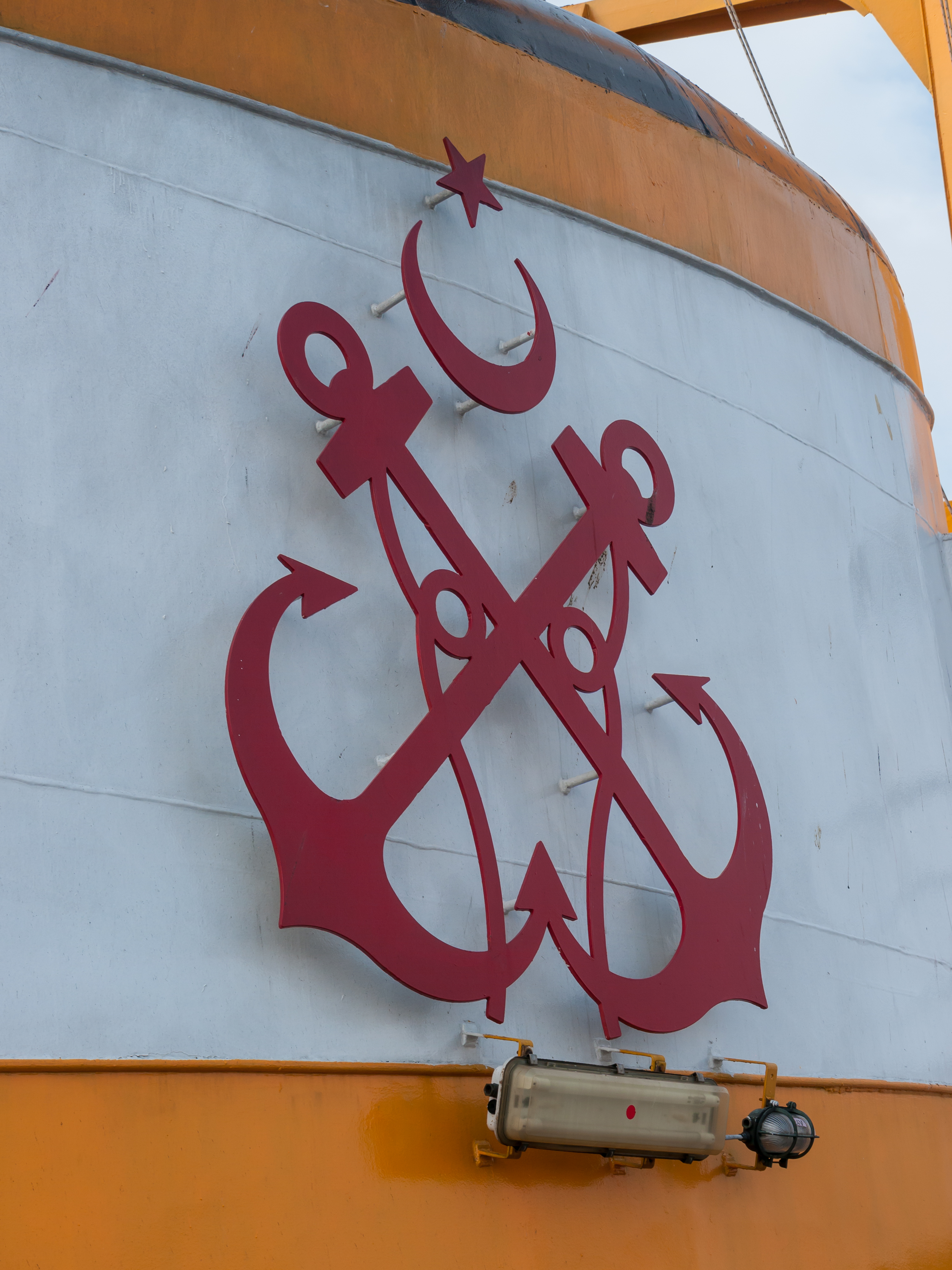
Логотип компании на трубе одного из паромов
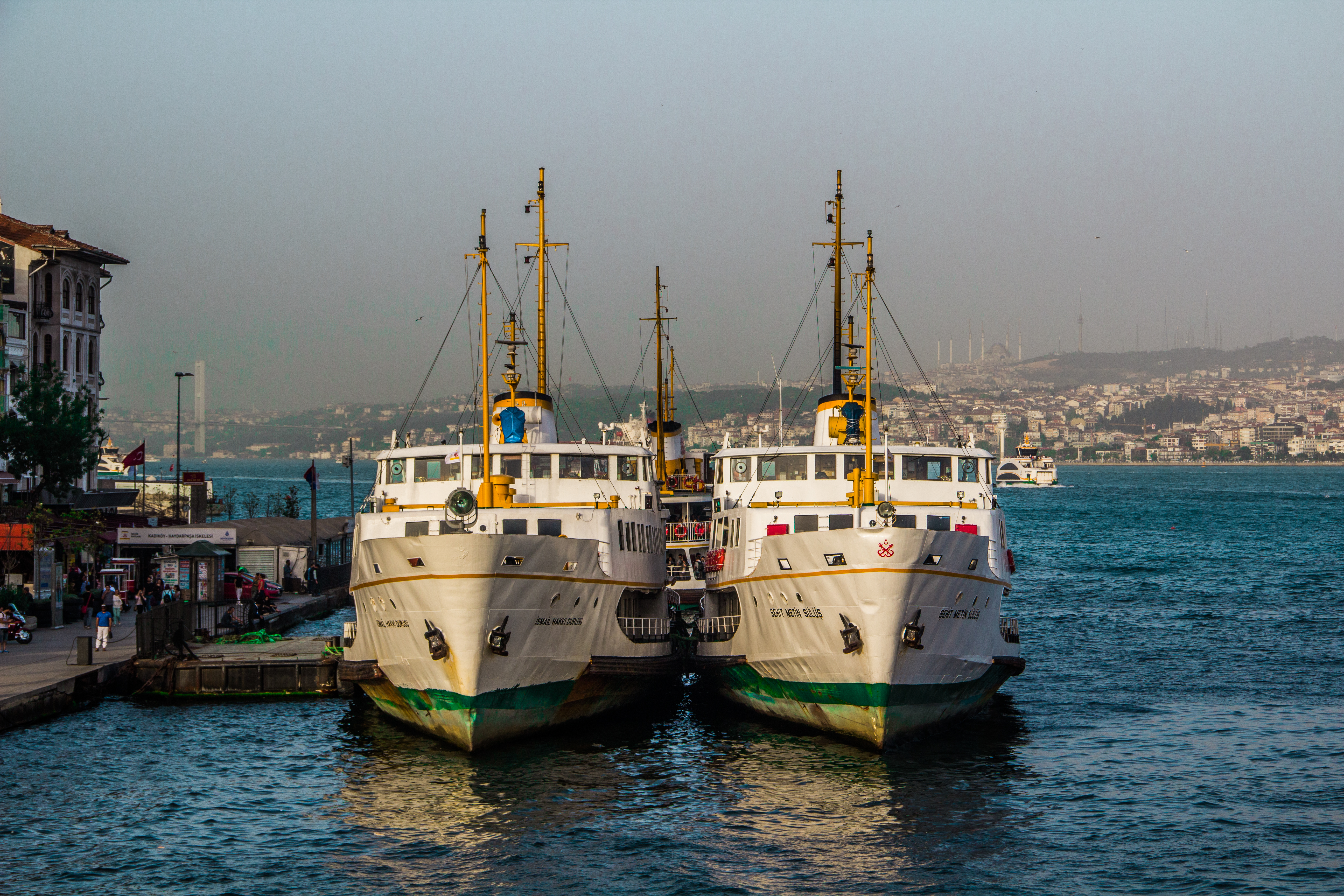
Паромы на Босфоре